# Эко, Умберто
Умбе́рто Э́ко (итал. Umberto Eco; 5 января 1932, Алессандрия, Пьемонт, Италия — 19 февраля 2016, Милан, Ломбардия, Италия) — итальянский учёный, философ, специалист по семиотике и средневековой эстетике, теоретик культуры, литературный критик, писатель, публицист.

## Биография
Умберто Эко родился в Алессандрии (небольшом городке в Пьемонте, неподалёку от Турина). Его отец, Джулио Эко, работал бухгалтером, а впоследствии был участником трёх войн. Во время Второй мировой войны Умберто и его мать, Джованна, переехали в небольшую деревню в горах Пьемонта. Дед Эко был подкидышем, и по принятой в то время в Италии практике фамилия ему была дана муниципальными служащими. В поздние годы жизни Эко его друг обнаружил в библиотеке Ватикана список аббревиатур, использовавшихся иезуитами, в котором ECO означало Ех Caelis Oblatus, то есть «дарованный Небесами». С тех пор Эко полагал, что этим был продиктован выбор фамилии, данной его деду.
Джулио Эко был одним из тринадцати детей в семье и хотел, чтобы его сын получил юридическое образование, но Умберто поступил в Туринский университет, чтобы изучать средневековую философию и литературу, и в 1954 году его окончил (бакалавр философии). Во время обучения Умберто стал атеистом и покинул Католическую Церковь.
Умберто Эко работал на телевидении, обозревателем крупнейшего еженедельного журнала «L’Espresso», преподавал эстетику и теорию культуры в университетах Милана, Флоренции и Турина. Приват-доцент эстетики (1961). Профессор семиотики Болонского университета (с 1975 года). Почётный доктор множества иностранных университетов (в частности, Париж III (1989), Афинского (1995), МГУ (1998), Иерусалимского (2002), др.). Кавалер французского Ордена Почётного легиона (2003).
С сентября 1962 года был женат на немецкой преподавательнице искусств Ренате Рамге. У пары родились сын и дочь.
Эко скончался в своём доме в Милане вечером 19 февраля 2016 года от рака поджелудочной железы, с которым боролся два года.
23 февраля 2016 года в замке Сфорца в Милане прошла церемония прощания.

## Научные работы
Умберто Эко затрагивал широкий спектр вопросов на протяжении плодотворной научной карьеры. Он занимался исследованиями средневековой и современной эстетики, массовой культуры, разработал собственную теорию семиотики. Одной из центральных для него была проблема интерпретации: взаимоотношения читателя и автора, «роль читателя».

### Ранние работы
«Эволюция средневековой эстетики» (Sviluppo dell’estetica medievale, 1959) посвящена проблеме развития идеи Прекрасного в средневековой философии. В оказавшей значительное влияние на дальнейшее развитие наук о культуре второй половины XX века работе «Открытое произведение» (Opera Aperta, 1962) Эко выдвигает идею незавершённости произведений культуры, их открытости для разнообразных интерпретаций. В центре внимания автора — феномен «открытого произведения», то есть такого, в котором резко возрастает творческая роль «исполнителя», не просто предлагающего ту или иную трактовку, но становящегося реальным соавтором. Эко не замыкается в искусствоведческой проблематике, он оперирует аналогиями и понятиями из современной математики, физики, теории информации; не упускает из виду социальные аспекты искусства. Отдельная глава посвящена влиянию дзэн-буддизма на западную культуру. В «Поэтиках Джойса» (Le poetiche di Joyce, 1965) Эко максимально подробно исследует универсум Джойса, в особенности двух его монументальных произведений: «Улисс» и «Поминки по Финнегану».

### Исследования культуры
Эко долгое время занимался изучением различных форм культуры — от «высокой литературы» западной традиции до массовой культуры. C одной стороны, его исследования отражали происходившие эпистемологические изменения в статусе элитарной и массовой культуры, приведшие к постмодернистскому размыванию границ между двумя областями. С другой стороны, Эко рассматривал культурное поле в холистском ключе, как область символического производства, где обе формы культуры не просто сосуществуют, а являются взаимозаменяемыми и взаимодополнительными . В 1960—1970-е годы Эко придерживался модернистского подхода в анализе культуры; в сфере его интересов были популярные романы XIX—XX веков и различные формы массовой коммуникации (телевидение, мультфильмы, песни, кинофильмы). В монографии «Апокалиптические и интегрированные интеллектуалы: массовые коммуникации и теории массовой культуры» (1964) учёный обсуждает широкий спектр тем: комиксы, музыку, радио, различные литературные жанры (научная фантастика, готика, нуар). В «Деле Бонда» (1965) анализируются генезис и структура романов о Джеймсе Бонде, их социальные и идеологические модели, воздействие книг и фильмов на читателя и зрителя. В сборнике «Супермен для масс» (1976) учёный рассматривает романы-бестселлеры XVIII—XX веков — от Уильяма Бекфорда и Александра Дюма до Яна Флеминга. Наиболее ярким образцом критики современных «мифологий» является очерк «Миф о супермене», включённый затем в книгу «Роль читателя. Исследования по семиотике текста» (1979). Анализируя мифологическую структуру сюжетов о Супермене, Эко показывает абсурдность, парадоксальное несоответствие между виртуальным всесилием героя и малым масштабом его реальных дел. Согласно Эко, такой парадокс неизбежен: миф заключает в себе идеологическое послание. Супермен должен вершить добро с помощью малых дел, поскольку он есть «совершенный образец гражданского сознания, полностью отделённого от сознания политического», не способного к целостному осознанию мира.

### Структурализм и теория семиотики
Отталкиваясь от ранних работ по средневековой эстетике и литературоведению в 1970—1980-е годы учёный разработал теорию семиотики. В работе «Отсутствующая структура: введение в исследование по семиологии» (La struttura assente, 1968) Эко критикует положения структурализма, неосознанно претендующего, по мнению Эко, на статус новой религии с божеством-структурой в центре. Учёный отвергает онтологический подход к структуре (в природе и культуре не существует никаких «пра-структур») и рассматривает её в методологическом плане, как действенную модель, а не объект исследования. «Модели — не что иное, как чистые оперативные фикции», пишет он. Автор привлекает множество примеров из разнообразных областей человеческой деятельности, среди которых — архитектура, живопись, музыка, киноискусство, реклама, карточные игры. Работа «Форма содержания» (1971) рассматривает вопросы семантики.
Семиотическую концепцию Эко развил в главных трудах по семиотике — «Трактате по общей семиотике» (1975) и «Семиотике и философии языка» (1984). В «Трактате по общей семиотике» (1975) учёный систематизирует современную семиотику и обращается когнитивно-интерпретативной семиотике Чарльза С. Пирса, пытаясь совместить её со структуралистским подходом Луи Ельмслева  . Обращение к Пирсу позволяет переосмыслить положения ранних работ и выйти за рамки структурализма: Эко постепенно переводит структуралистские коды в теорию интерпретации, такую версию семиотики, в которой конструирование значений является динамическим процессом. Эко отталкивается от идеи Пирса о «неограниченном семиозисе», однако стремится избежать бесконечного количества значений и, одновременно, унивокальности; неограниченный семиозис становится чем-то вроде средней позиции по отношению к позиции читателя и больше соответствует «интерпретанту» Пирса (узнавание чего-то нового о «значении» при понимании знаков).
В «Трактате…» Эко так определяет семиотику:

Семиотика занимается всем, что может считаться знаком.
«Трактат по общей семиотике» представляет теорию кодов и производства знаков. Эко выделяет два вида кодов. Во-первых, однозначные коды (например, азбука Морзе), в которых определённый ряд сигналов (точки и тире) соответствует знаковому ряду (например, буквам алфавита). Этот вид кодов широко распространён; так, связь между ДНК и РНК в биологии можно рассматривать как однозначный код. Другой тип кода соответствует структуре языка и его специфической организации, соссюровскому разделению между речью (языковой акт) и языком (грамматика, синтаксис, система); или, в терминах Л. Ельмслева, разделению языка на планы выражения и содержания. Этот вид кода Эко называет «S-код» (семиотический код), который может быть «денотацией» (когда высказывание понимается буквально) или «коннотацией» (когда возникает код в коде). Несмотря на сходство с лингвистикой де Соссюра, у Эко S-код имеет более динамический характер. Во-первых, смысл знаконосителя (sign-vehicle Пирса; например, слово или образ), не зависит от предполагаемого реального объекта. Иными словами, необходимо избегать «референциального заблуждения»: знаконоситель «собака» не является эквивалентом какой-либо конкретной собаки (то есть реального объекта), а относится ко всем собакам. Ярким примером может служить «тем не менее» — код в чистом виде, не имеющий референта. Во-вторых, коды существуют в контексте социальной и культурной жизни. Как пишет Эко, «культурные единицы» суть

…знаки, которые социальная жизнь предоставила в наше распоряжение: образы, интерпретирующие книги; соответствующие ответы, интерпретирующие двусмысленные вопросы; слова, интерпретирующие дефиниции и наоборот.
В отличие от теорий Фреге или Гуссерля, для Эко социальный аспект знаков важнее их отношения к реальным объектам: развитие общества зависит не от материальных объектов, а от культурных единиц, которые «универсум коммуникации пустил в обращение вместо вещей». Знаконоситель даёт нам информацию о той или иной культурной единице. Согласно Эко, поскольку теория кодов учитывает статус знака как культурной единицы, то она может объяснить множество смыслов знаков, связь смыслов с компетентностью носителя языка, процесс создания смыслов. Язык как код соответствует компетентности его носителя; даже если код используется «некомпетентно» (например, «снег — это арахисовая паста»), то язык способен ответить смехом. Таким образом, смех, ложь, трагедия и другие элементы фундаментальны для семиотического понимания кода, хотя они и исключаются из понятия языка в семантическом подходе. Семантическое поле вовлечено во «множественные смещения», которые делают невозможным бинарное понятие кода. Для Эко основные лингвистические коды составляют «сложную сеть субкодов». Предложенная им так называемая «модель Q» есть модель языкового творчества, в которой новая информация может быть выведена из неполных данных. Код изменяется в зависимости от компетентности носителей языка.
Другим аспектом теории кодов является концепция производства знаков. Эко рассматривает легко ассимилируемые кодом элементы (символы у Пирса) и те, чья ассимиляция затруднена (знаки-иконы Пирса). Эко называет их, соответственно, ratio facilis и ratio difficilis. Близость к ratio difficilis повышает «мотивацию» знака объекта, что хорошо видно в знаках-иконах. Однако даже сильно «мотивированные» знаки (например, образ девственницы) имеют конвенциональные элементы. Даже если кажется, что объект или поведение существуют вне кодов, они быстро становятся конвенциональными. Эко ссылается, в частности, на примеры Эрнста Гомбриха о том, что считалось реализмом в истории искусства (например, картины Дюрера). Даже фотография имеет конвенциональные аспекты; оцифровка является по сути формой кодификации и заключает в себе новые возможности воспроизводства.
Можно выделить следующие ключевые элементы в типологии производства знаков Эко: физический труд — усилие для производства знака; признание — объект или событие должно быть признано как выражение знакового содержания через следы, симптомы или подсказки; остенсивное определение — объект или акт должны быть образцом класса объектов или актов; реплика: близко к ratio difficilis, однако приобретает свойства кодификации через стилизацию (например эмблемы, музыкальные построения, математические символы); изобретение — наиболее чистый вариант ratio difficilis, который нельзя вывести из существующего кода, основа нового материального континуума. Как полагает Эко, в модели Q язык способен изменяться и обновляться, его система открыта и динамична.
«Семиотика и философия языка» представляет детальный разбор таких семиотических понятий, как знак, символ, код, значение, метафора, которые анализируются в диахронии. Эко рассматривает, прежде всего, различие между структурой словаря и энциклопедии. Для Эко словарь есть своего рода иерархическое «древо Порфирия», модель определения через роды, виды и свойства. Такой подход соответствует рассмотрению языка как статичной и закрытой системы в конвенциональной лингвистике, что не устраивает Эко, поскольку эта модель не даёт удовлетворительного объяснения неограниченному семиозису. Модель энциклопедии, напротив, соответствует сети без центра, лабиринту без выхода. Словарь ограничен либо по объёму либо в значении; энциклопедия-ризома, напротив, имеет структуру карты, а не иерархического древа. Для Эко именно энциклопедия является общей моделью языка, бесконечно открытой для новых элементов.

### Проблема интерпретации и поздние работы
Со второй половины 1970-х годов Эко много занимался проблемой интерпретации. Монография «Роль читателя» (1979) вводит понятие «идеального читателя» — читателя, осознающего существование множества возможностей интерпретации текста. Эко пересматривает свой ранний тезис о бесконечном числе интерпретаций: их количество многочисленно, но не бесконечно. Текст предоставляет возможности для реальных интерпретаций, которые адекватны заложенной в тексте структуре. Из этого, однако, не следует, что конкретный автор может судить о тех или иных интерпретациях его замыслов: скорее, речь о движении в сторону адекватной интерпретации, хотя «идеальный читатель» вовсе не является совершенным.
«Границы интерпретации» (1990) уточняют подход Эко к свободе интерпретации, отвечая на критику со стороны последователей деконструкции Деррида. Монография «Кант и утконос» (1997) завершает теоретические исследования учёного, рассматривая связи между языком, познанием и реальностью. В центре внимания Эко оставались способы означивания внешнего мира: учёный настаивал, что язык не просто опосредует реальность, а участвует в её конструировании; критики считали данный подход идеализмом.
В поздних работах Эко постепенно отказывается от общих классификаций и глобальных интерпретаций в пользу «коротких историй», описывающих конкретные формы опыта. Фрагментированность и дифференциация знания существенно сужают возможности общетеоретических построений. В «Канте и утконосе» Эко отмечал:

Если в 1970-е годы казалось возможным соединить разрозненные фрагменты многих семиотических исследований и суммировать их, то сегодня границы этих исследований настолько расширились (захватив область различных эпистемологических наук), что всякую новую систематизацию следовало бы признать опрометчивой.

## Сочинения

### Романы
- «Имя розы» (Il nome della rosa, 1980 г.) — философско-детективный роман, действие которого разворачивается в средневековом монастыре на севере Италии. Для съёмок первой экранизации был использован испанский монастырь Калатрава-ла-Нуэва.

Позже в небольшой книге «Заметки на полях „Имени Розы“» (Postille al nome della rosa; 1983 г.) Умберто Эко раскрыл некоторые секреты написания своего первого романа и рассуждал о взаимоотношениях Автора, Читателя и Произведения в литературе. В свой 80-летний юбилей Эко делился идеей выпустить новую версию книги «Имя розы».
- «Маятник Фуко» (Il pendolo di Foucault, 1988 г.) — пародийный анализ историко-культурной сумятицы современного интеллигентского сознания, предупреждение об опасности умственной неаккуратности, порождающей чудовищ, от которых лишь шаг к фашистоидному «сначала — сознанию, а затем — и действию». Эко говорил: «Многие думают, что я написал фантастический роман. Они глубоко ошибаются, роман абсолютно реалистический».
- «Остров накануне» (L’isola del giorno prima, 1994 г.) — обманчиво простое повествование о драматической судьбе молодого человека XVII столетия, о его скитаниях в Италии, Франции и Южных морях. Традиционная для Эко бесконечная гирлянда цитат, и новое обращение автора к вопросам, которые никогда не перестанут волновать человечество, — что есть Жизнь, что есть Смерть, что есть Любовь.
- «Баудолино» (Baudolino, 2000 г.) — историко-философский роман о приключениях приёмного сына Фридриха Барбароссы, о его путешествии от городка Алессандрия (где родился сам Умберто) до страны легендарного пресвитера Иоанна.
- «Таинственное пламя царицы Лоаны» (La misteriosa fiamma della regina Loana, 2004 г.) — рассказ о человеке, потерявшем память в результате несчастного случая. Утрачивая память о себе и своих близких, главный герой помнит всё прочитанное. Своеобразная читательская биография.
- «Пражское кладбище» (Il cimitero di Praga; октябрь 2010; русский перевод Е. Костюкович в декабре 2011 г.)[32].
- «Нулевой номер» (Numero zero; январь 2015; русский перевод Е. Костюкович)

### Научные, научно-популярные труды, эссе и публицистика
На русском языке издавались также:
- «Как написать дипломную работу[итал.]» (Come si fa una tesi di laurea, 1977 г.);
- «Роль читателя. Исследования по семиотике текста» (Lector in fabula. La cooperazione interpretativa nei testi narrativi, 1979 г.) — очерки 1959—1971 годов по различным вопросам, но объединённых центральной темой, что любой текст (в широком смысле, в том числе картина или фильм) моделирует определённого читателя:
  - Поэтика открытого произведения;
  - Семантика метафоры;
  - О возможности создания эстетических сообщений на языке Эдема;
  - Миф о Супермене;
  - Риторика и идеология в «Парижских тайнах» Эжена Сю;
  - Чарльз Пирс и семиотические основы открытости: знаки как тексты и тексты как знаки;
  - Lector in fabula: прагматическая стратегия в метанарративном тексте.
- «Искусство и красота в средневековой эстетике» (Arte e bellezza nell’estetica medievale, 1987 г.) — краткий очерк эстетических учений средневековья. Рассматриваются эстетические теории видных средневековых богословов: Альберта Великого, Фомы Аквинского, Бонавентуры, Дунса Скотта, Уильяма Оккама, а также философско-богословских школ: Шартрской и Сен-Викторской (при Сен-Викторском аббатстве августинцев).
- «Поиски совершенного языка в европейской культуре[итал.]» (La ricerca della lingua perfetta nella cultura europea, 1993 г.);
- «Шесть прогулок в литературных лесах» (англ. Six Walks in the Fictional Woods, 1994 г.) — шесть лекций Умберто Эко в 1994 году в Гарвардском университете о взаимоотношениях литературы и реальности, автора и текста;
- «Пять эссе на темы этики» (Cinque scritti morali, 1997), включая эссе «Вечный фашизм» (Fascismo eterno).

### Другие работы
Умберто Эко — признанный эксперт в области бондологии, то есть всего того, что связано с Джеймсом Бондом. Изданы следующие работы: итал. Il Caso Bond (англ. The Bond Affair), (1966) — сборник эссе под редакцией Умберто Эко; англ. The Narrative Structure in Fleming, (1982).
Им написано несколько сказок:
- итал. La bomba e il generale, 1966 (англ. The Bomb and the General).
- итал. I tre cosmonauti, 1966 (англ. The Three Astronauts).
- итал. Gli gnomi di Gnu, 1992.

Впоследствии эти книги выходили под одной обложкой и получили в русском издании название «Три сказки».

## Экранизации произведений
- Имя розы (фильм) (фильм, 1986, 128 мин.) — реж. Жан-Жак Анно.
- Имя розы (мини-сериал) (фильм, 2019, 8 серий) — реж. Джакомо Баттиато[англ.].

## Публикации трудов на русском языке
- Три сказки. Пер. с итал. М. Визеля. С иллюстр. Эудженио Карми. — М.: ОГИ, 2013. — 112 с. — ISBN 978-5-94282-701-4.

### Научные работы
- Искусство и красота в средневековой эстетике / Пер. с итал. А. Шурбелева (Серия «Библиотека Средних веков»). — М.: Алетейя, 2003. — 256 с. — ISBN 5-89329-640-0.
- Откровения молодого романиста = Confessions of a Young Novelist / Переводчик: Александр Климин. — Corpus, 2013. — 320 с. — 7000 экз. — ISBN 978-5-17-077819-5..
- Пять эссе на темы этики / Пер. с итал. Е. Костюкович. — СПб.: Симпозиум, 2005. — 160 с. — ISBN 5-89091-210-0. 
Перв. изд.: СПб.: Симпозиум, Bompiani, 2000. — 160 с. — ISBN 5-89091-125-2.
- Шесть прогулок в литературных лесах / Пер. с итал. А. Глебовской. — СПб.: Симпозиум, 2002. — 288 с. — ISBN 5-89091-211-9. (Литературная премия имени Александра Беляева 2003 года за перевод).
- Открытое произведение / Пер. с итал. А. Шурбелева. — М.: Академический проект, 2004. — 384 с. — ISBN 5-7331-0019-2.
- Эволюция средневековой эстетики / Пер. с итал. Ю. Ильина и А. Струковой (Серия «Художник и знаток»). — СПб.: Азбука-классика, 2004. — 288 с. — ISBN 5-352-00601-8.
- Поэтики Джойса / Пер. с итал. А. Коваля. — СПб.: Симпозиум, 2006. — 496 с. — ISBN 5-89091-251-8.
- Отсутствующая структура. Введение в семиологию / Пер. с итал. В. Резник и А. Погоняйло. — СПб.: Симпозиум, 2006. — 544 с. — ISBN 5-89091-252-6.
- Сказать почти то же самое. Опыты о переводе / Пер. с итал. А. Коваля. — СПб.: Симпозиум, 2006. — 576 с. — ISBN 5-89091-316-6.
- Поиски совершенного языка в европейской культуре / Пер.с итал. А. Миролюбовой (Серия «Становление Европы»). — М.: Александрия, 2007. — 430 с. — ISBN 978-5-903445-05-9, ISBN 978-5-903445-03-5.
- Роль читателя. Исследования по семиотике текста / Пер. с англ. и итал. С. Серебряного. — СПб.: Симпозиум, 2007. — 502 с. — ISBN 978-5-8-9091-336-4.
- Сотвори себе врага. И другие тексты по случаю / пер. Я. Арьковой, М. Визеля, Е. Степанцовой. — М.: АСТ: Corpus, 2014. — 352 с. — ISBN 978-5-17-083136-4
- О литературе / пер. С. Сидневой. — М.: АСТ: Corpus, 2016. — 416 с. — ISBN 978-5-17-086204-7
- От древа к лабиринту. Исторические исследования знака и интерпретации / пер. О. Поповой-Пле. — М.: Академический проект, 2016.— 559 с. —] ISBN 978-5-8291-1716-0

### Романы
- Имя розы / Пер. с итал.  Е. Костюкович. — М.: Книжная палата, 1989. — 496 с. — ISBN 5-7000-0132-2. 
 Др. изд.: Собрание сочинений. В 3 т. Т. 1. Имя розы. — СПб.: Симпозиум, 1997. — 686 с. — ISBN 5-89091-037-X, ISBN 5-89091-038-8 .
 Др. изд.: СПб.: Симпозиум, 2007. — 632 с. — ISBN 5-89091-197-X, ISBN 978-5-89091-325-8.
- Маятник Фуко / Пер. с итал. Е. Костюкович. — Киев: Фита, 1995. — 752 с. — ISBN 5-7101-0075-7. 
 Др. изд.: Собрание сочинений. В 3 т. Т. 2. Маятник Фуко. — СПб.: Симпозиум, 1998. — 764 с. — ISBN 5-89091-037-X, ISBN 5-89091-085-X. 
 Др. изд.: СПб.: Симпозиум, 2007. — 736 с. — ISBN 978-5-89091-326-5.
- Остров накануне / Пер. с итал. Е. Костюкович. — Собрание сочинений. В 3 т. Т. 3. Остров накануне. — СПб.: Симпозиум, 1999. — 496 с. — ISBN 5-89091-037-X, ISBN 5-89091-076-0. 
 Др. изд.: СПб.: Симпозиум, 2006. — 477 с. — ISBN 5-89091-199-6.
- Баудолино / Пер. с итал. Е. Костюкович. — СПб.: Симпозиум, 2007. — 544 с. — ISBN 978-5-89091-328-9, ISBN 5-89091-254-2.
- Таинственное пламя царицы Лоаны / Пер. с итал. Е. Костюкович. — СПб.: Симпозиум, 2008. — 596 с. — ISBN 978-5-89091-355-5.
- Пражское кладбище / Пер. с итал. Е. Костюкович. АСТ Серия: Corpus, 2011. — 560 с. — ISBN 978-5-271-38543-8.
- Нулевой номер / Пер. с итал. Е. Костюкович. АСТ Серия: Corpus, 2015. — 240 с. — ISBN 978-5-17-091032-8.

### Заметки и газетные статьи
- Заметки на полях «Имени розы» / Пер. с итал. Е. Костюкович. — СПб.: Симпозиум, 2005. — 96 с. — ISBN 5-89091-209-7.
- Картонки Минервы. Заметки на спичечных коробках / Пер. с итал. М. Визеля и А. Миролюбовой. — СПб.: Симпозиум, 2008. — 412 с. — ISBN 5-89091-384-0.
- Полный назад! «Горячие войны» и популизм в СМИ / Пер. с итал. Е. Костюкович. — М.: Эксмо, 2007. — 592 с. — ISBN 978-5-699-21165-4.

### Учебно-методические работы
- Как написать дипломную работу. Гуманитарные науки / Пер. с итал. Е. Костюкович. — СПб.: Симпозиум, 2004. — 304 с. — ISBN 5-89091-257-7. 
 Др. изд.: Как написать дипломную работу. Гуманитарные науки: Учебно-методическое пособие / Пер. с итал. Е. Костюкович. — 3 изд. — М.: КДУ, 2004. — 240 с. — ISBN 5-98227-043-1.
- На плечах гигантов. Сборник лекций. М.: Слово/Slovo, 2018. — 384 с.

### Книги под редакцией У. Эко
- История красоты / Под ред. У. Эко. — М.: Слово/Slovo, 2005. — 440 с. — ISBN 978-5-85050-915-6, ISBN 5-85050-850-3.
- История уродства / Под ред. У. Эко. — М.: Слово/Slovo, 2007. — 456 с. — ISBN 978-5-85050-913-2. 
 Др. изд.: История уродства / Под ред. У. Эко. М.: Слово/Slovo, 2013. — 456 с. — ISBN 978-5-387-00571-8.
- Vertigo. Круговорот образов, понятий, предметов / Под ред. У. Эко. — М.: Слово/Slovo, 2009. — 408 c. — ISBN 978-5-387-00106-2.
- История иллюзий. Легендарные места, земли и страны / У. Эко. — М.: Слово/Slovo, 2013. — 480 c. — ISBN 978-5-387-00619-7.
- История Средневековья: энциклопедия под редакцией Умберто Эко. — М.: Олма Медиа Групп, 2015. — 447 с. — ISBN 978-5-373-07215-1.
- Цивилизация Средневековья: энциклопедия под редакцией Умберто Эко. — М.: Абрис; Олма-Пресс, 2019.

### Совместные работы
- Эко У., кардинал К. М. Мартини. Диалог о вере и неверии. — М.: Библейско-богословский институт св. апостола Андрея, 2004 (2-е изд. 2007). — 144 с. — (2-е изд.: ISBN 5-89647-086-X).
- Карьер Ж.-К., Эко У. Не надейтесь избавиться от книг. — СПб.: Симпозиум, 2010. — 336 c. — ISBN 978-5-89091-423-1.